# Marina Albiol
Marina Albiol Guzmán (ur. 15 grudnia 1982 w Castellón de la Plana) – hiszpańska polityk, działaczka komunistyczna, posłanka do kortezów Walencji, deputowana do Parlamentu Europejskiego VIII kadencji.

## Życiorys
Absolwentka fizykoterapii na Uniwersytecie w Walencji. Zaangażowała się w działalność regionalnych ugrupowań sfederowanych w Komunistycznej Partii Hiszpanii (członkini komitetu federalnego) i Zjednoczonej Lewicy (członkini rady politycznej). W 2007 została wybrana na deputowaną do regionalnego parlamentu VII kadencji. Stała się głównym przeciwnikiem Carlosa Fabry, przewodniczącego administracji prowincji Castellón, zarzucając mu m.in. korupcję i negując zasadność budowy lokalnego lotniska. W 2011 Marina Albiol uzyskała reelekcję do kortezów regionalnych.
W 2014 z ramienia Zjednoczonej Lewicy została wybrana na eurodeputowaną VIII kadencji.